# Valentino Orsini
Valentino Orsini, né le 19 janvier 1926 à Pise et mort le 27 janvier 2001 à Cerveteri est un réalisateur et metteur en scène italien. Auteur anti-conformiste, il utilisa la dimension tragique de la vie comme racine de son cinéma politique.

## Biographie
De l'après-guerre à 1965, Valentino Orsini vécut une parfaite amitié avec les frères Taviani. Ils fondèrent ensemble, à Pise, un cinéclub, ils mirent en scène plusieurs spectacles et réalisèrent même un documentaire parlant d'un épisode de la guerre. Ce fut une expérience décisive, Valentino avait une vision militante, engagée du cinéma et recherchait une valeur politico-sociale.
Après cette collaboration, deux films furent encore réalisés : Un homme à brûler, histoire d'un syndicaliste sicilien tué par la mafia et Les Hors-la-loi du mariage, inspirée par une proposition de loi sur le "petit divorce" proposée par le sénateur R.L Sansone en 1956.
Le film Les Damnés de la Terre fut le premier film signé explicitement par Orsini. Cette adaptation du roman homonyme de Frantz Fanon, engagée politiquement et didactique, a pour fond la lutte entre le néocolonialisme et les mouvements de libération du Tiers-monde. Fausto Morelli, reçoit en héritage le film incomplet d'un jeune réalisateur africain, il décide de le finir. Il y arrive avec difficulté, due non seulement aux problèmes que le film lui posent mais aussi aux problèmes qu'il vit quotidiennement. Après une longue crise, il arrive à le finir avec une invention finale, qui symbolise la condition de l'homme de notre temps.

## Filmographie
- 1962 : Un homme à brûler (Un uomo da bruciare) avec Paolo et Vittorio Taviani
- 1963 : Les Hors-la-loi du mariage (I fuorilegge del matrimoni) avec Paolo et Vittorio Taviani
- 1969 : Les Damnés de la Terre (I dannati della Terra), d'après Frantz Fanon
- 1970 : Le Dernier Guet-apens (Corbari)
- 1971 : La Ligne de feu (L'amante dell'Orsa Maggiore)
- 1980 : Uomini e no
- 1985 : Figlio mio, infinitamente caro...
- 1986 : Icam 300 giorni

## Sources
- (it) Encyclopédie Traccani, Valentino Orsini

- (it) Cet article est partiellement ou en totalité issu de l’article de Wikipédia en italien intitulé « Valentino Orsini » (voir la liste des auteurs).